# BVG A3
BVG A3는 베를린 지하철의 소형 규격용 차량이다. 제2차 세계 대전 종전 이후 서베를린에서 전쟁 이전에 사용했던 차량을 퇴역시키기 위하여 도입한 소형 규격용 차량이다. 크게 4차분으로 나뉘며, 비슷한 시기에 도입된 대형 규격용 D, DL형 및 F84, F92형 차량과 외관상 및 기술적인 유사점을 가지고 있다. 최소 운행 단위는 2량 1편성이며, 전장품 제어기가 있는 짝수번 차량(S-Wagen) 및 공기 압축기, 변압기, 보조 전원 장치가 있는 홀수번 차량(K-Wagen)으로 구성되어 있다. 차량 번호는 최초 편성의 999/998부터 시작하여 감소하는 방향으로 매겨졌다. 1970년대까지는 홀수번 차량은 금연, 짝수번 차량은 흡연이 허용되었다.

## 개발

### A3

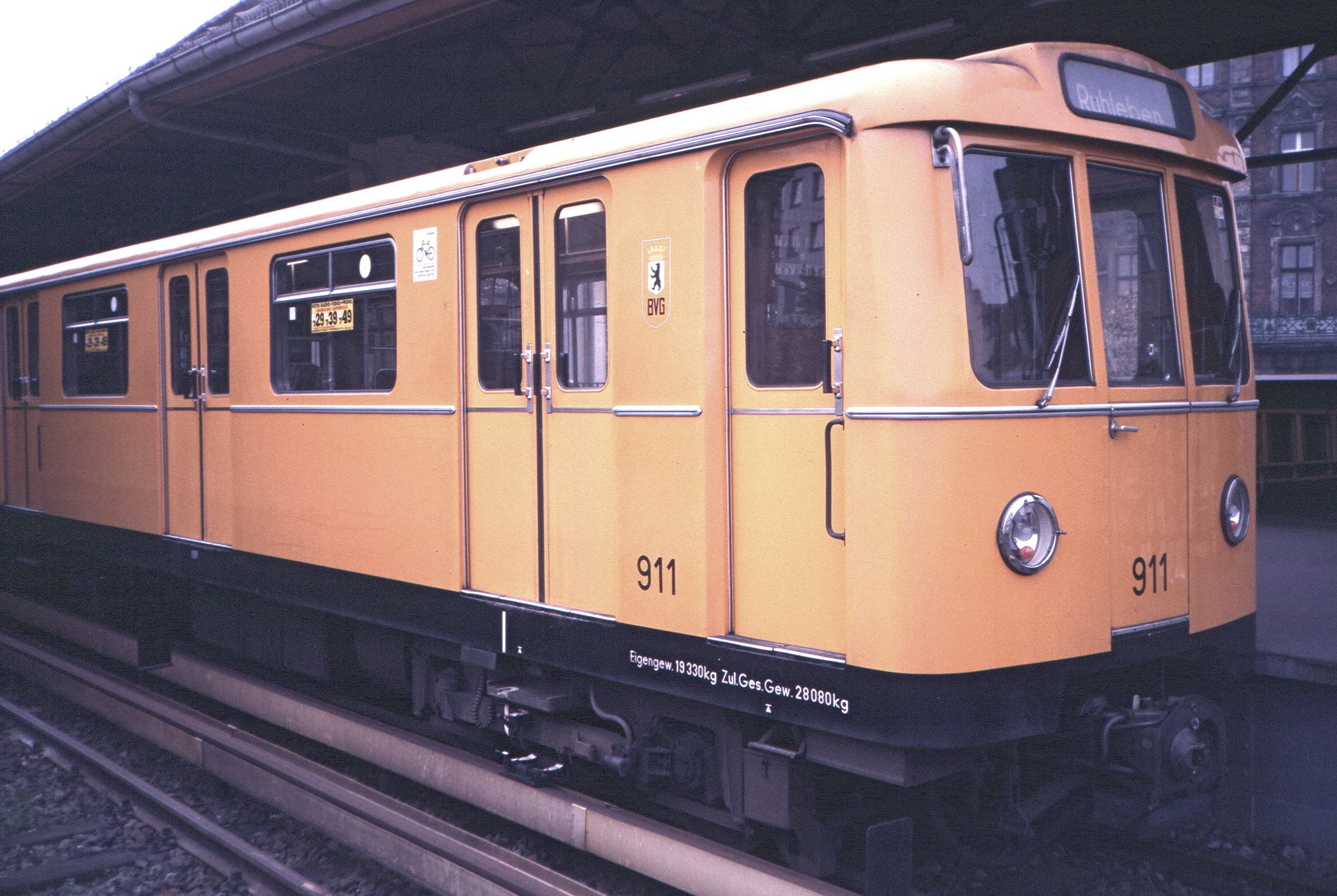
당시 종착역이었던 슐레지셰스 토어역의 A3 66, 1987년

1953년 당시 서베를린 BVG는 향후 D형 차량이 될 신형 대형 규격 차량 조달을 시작했다. 1957년 초도 편성 반입 후 DWM과의 협력으로 D형 차량과 유사한 소형 차량 개발을 시작했고, 이 차량은 A3형이 되었다. 최초 생산분은 1960년에 반입되었고, 동형의 차량 8편성은 A3 60으로 불린다. 베를린 장벽 건설 이전에 동베를린으로 운행했던 몇 안 되는 서베를린 소속 차량이기도 했다.
최초 생산분에서 취득한 경험을 바탕으로 1964년부터 양산형 차량이 제작되기 시작했다. 차체는 DWM 및 오렌슈타인 운트 코펠에서 제작했으며, A3 60에 비해서 중량이 2.6 t 감소했다. 1964년부터 A3 64 25편성, 1966년부터 A3 66 21편성이 반입되어 총 54편성이 재적되어 있었다.
차량 반입 당시에는 A3, A3L 차량의 외부 창문 밑에 장식띠가 있었으나, 1980년대에 유지 보수 소요 감소를 위해서 제거되었다. 병결 운행 시 장식띠의 존재 여부는 중요하게 간주되지 않아서 편성 내부에서도 차이가 있다.
A3형 차량 중 최고령 차량 일부는 1998년 이후에 폐차되었으며, 대부분 차량은 개수 작업을 거쳐서 A3E형 차량으로 계속 운행하고 있다.

### A3L

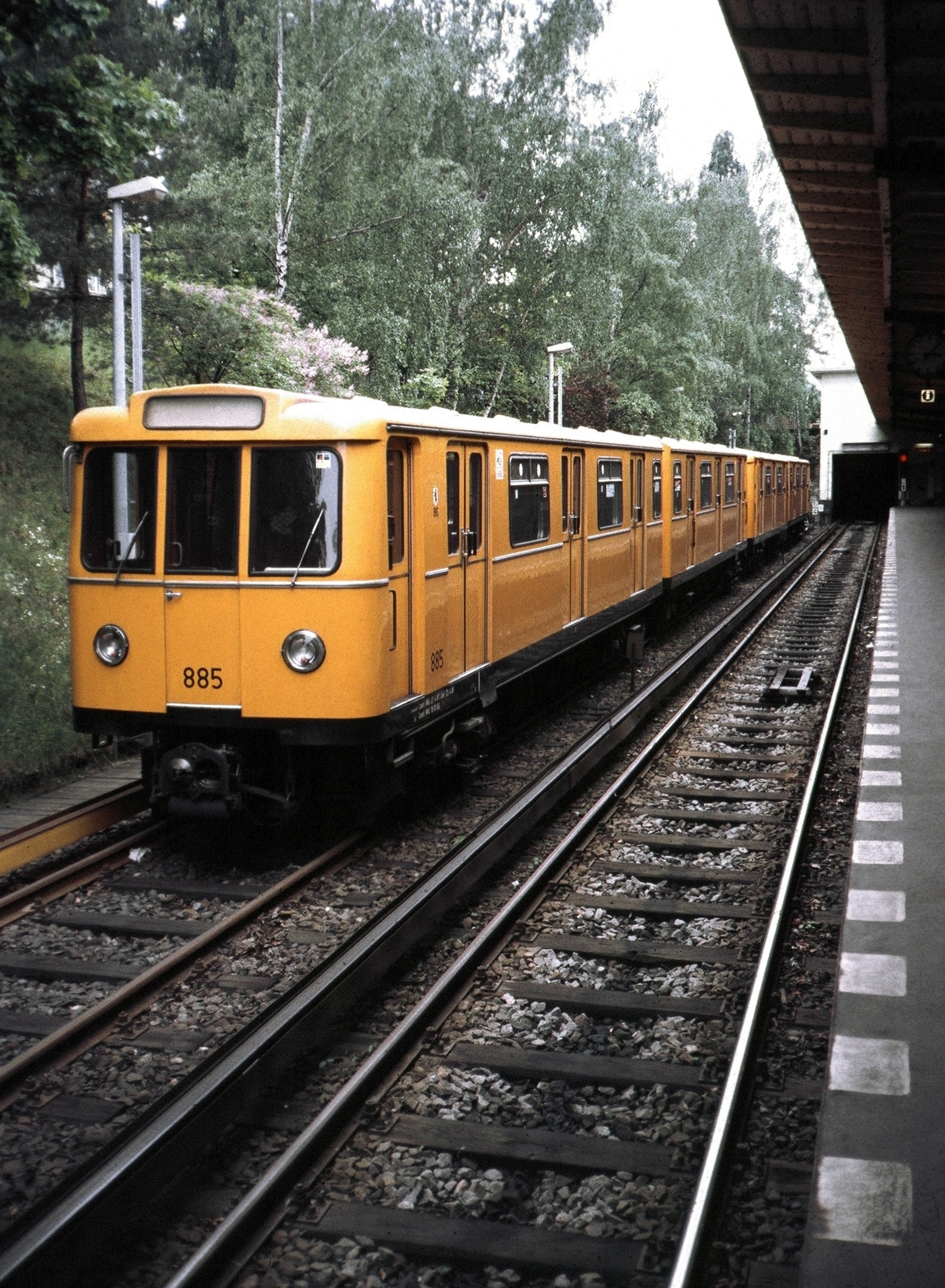
장식띠가 있는 A3L 66, 크루메 랑케역, 1987년

제2차 세계 대전 이전에 생산된 AI, AII형 차량을 대체하기 위해서 추가로 차량이 필요했다. 이 시기에 경금속 재질 차체 제작 기술이 도입되어 대형 규격 차량의 DL형이 반입되면서, 소형 규격 차량에도 비슷한 중량 감소 기술이 도입되었다. 총 118편성을 발주하여, 반입 시기별로 A3L 66, A3L 67, A3L 71로 구분된다. 차량 형식명의 L은 경금속제(Leichtmetallbauweise)를 의미하며, 강철 대신 알루미늄이 사용되었다. 차체 중량 감소로 인하여 전동기 출력도 축소되었다. A3과 A3L형 차량이 반입되면서 서베를린 BVG에서 AI형 차량은 1968년, AII형 차량은 1973년에 전부 퇴역했다.
2007년에는 BVG에서 HK형 전동차 도입에 따라서 알루미늄 차체에 부식이 발생한 1966년, 1967년 생산분 A3L 차량을 폐차했다.
2011년 중반에 BVG에서는 2014년부터 신형 소형 규격 차량의 시험 운행을 시작하겠다고 발표했으며, A3/A3L 차량을 대체할 예정이었다. IK형 차량은 4량 편성 54편성이 반입되었다. A3L 71 차량 중 초기형은 2010년과 2015년에 폐차되었으며, A3L 67 차량처럼 알루미늄 차체에 부식이 발생했다. A3L 71 차량은 계속 폐차되었으며, 2021년 10월 17일에 고별 운행이 진행되었다. 2022년 3월 6일에 마지막 A3L 71 차량이 운행을 중단했다.

### A3L 82

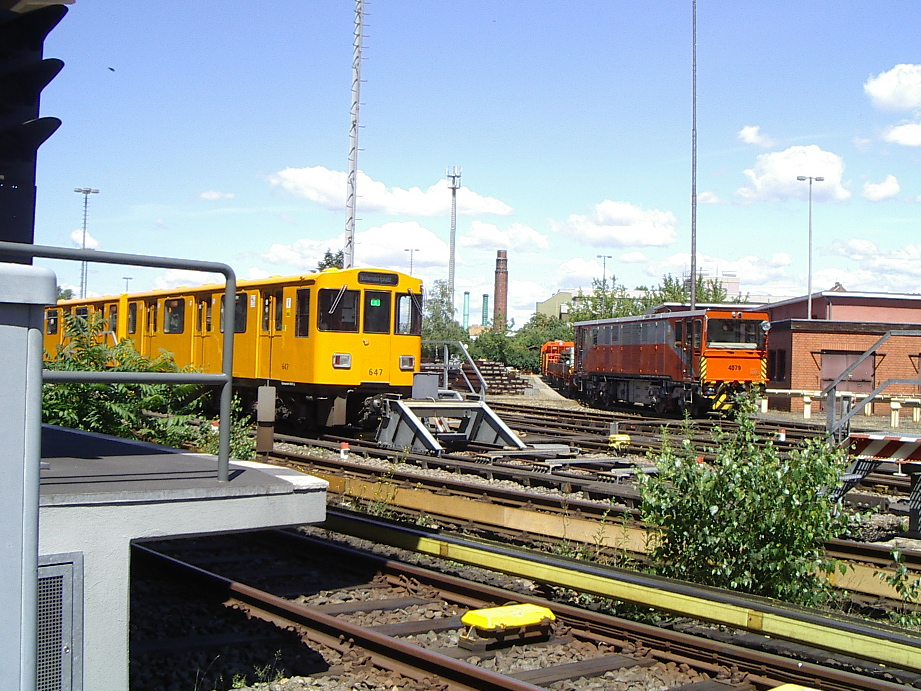
A3L 82형 차량, 2006년

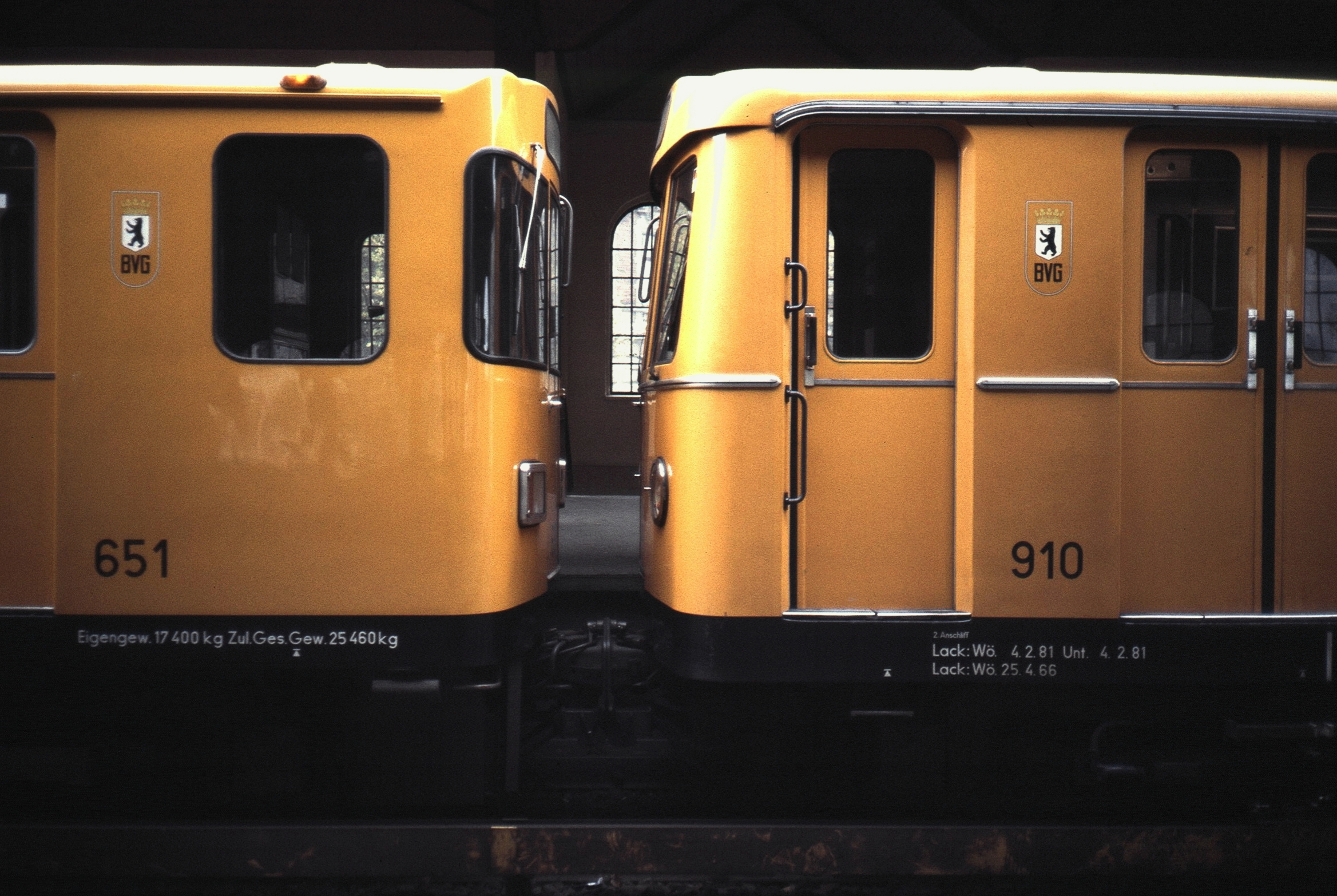
슐레지셰스 토어역의 A3L 82와 A3 66, 1987년

1973년부터 F형 차량이 도입되면서 해당 차량에 적용된 신기술은 A3L 82형 차량에도 적용되었다. DC-DC 컨버터를 채용하여 가감속 성능을 개선했다. A3L 82형 차량은 F76-F79.3 차량과 유사한 외관 디자인을 적용했으며, 전두부 행선 안내기의 회송 안내 표지가 단순한 녹색에서 변경되었다. 내부 디자인과 출입문은 A3 차량과 유사한 외관을 사용한다. 계획 단계에서는 2량 편성의 중간에 관절대차를 사용할 계획이 있었고, 기존의 A3 차량과 기술적인 차이 때문에 A4라는 형식 명칭을 사용하기도 했다.
1982년 9월 최초 반입이 진행되었으나, A3L 82 차량은 8편성만 제작되었다. 당시 소형 규격 노선에서 가장 오래 된 차량의 차령은 약 20년이었고, 소형 규격 노선이 추가로 건설되지 않았기 때문에 소형 규격 차량이 필요하지 않았다. 해당 차량은 베를린 보르지히발데에 있었던 WU 공장에서 제작되었고, 편성의 제작비는 212만 마르크였다. 차량 번호는 655부터 640호이다.
기술적 및 전장품 설계는 지멘스에서 담당했다. AEG에서는 고전압 계기 및 변압기, 크노르에서는 압축 공기 및 제동 장치, Wabco에서는 단락 보호 장치, 티센에서는 구동 장치, 샤르펜베르크에서는 연결기를 제작했다. 집전 장치는 이전 세대 차량과는 다르게 새로 제작되었다. 상용 제동은 자기 제동, 비상 제동은 전기 제동이 체결된다. 제어기는 편성을 구성하는 두 차량에 동일한 제품으로 각각 탑재되어 있으며, 사이리스터 제어기에서는 회생 제동 기능을 지원했다. 전장품은 차량 하부에 컨테이너에 수납된 형태로 부착되어 있으며, 편성별로 주 차단기, 주 변압기, 배터리와 공기 압축기는 1조씩만 장착되어 있다.
기존 A3L 차량처럼 알루미늄 차체를 사용했으며, 편성 중량은 35.3 t이다. 이전 세대 차량에 비해서는 10.7% 더 무거워졌다. 운행 최고 속도는 52, 62, 72 km/h로 설정이 가능했다. 활주 방지와 출입문 개방을 위한 별도의 컴퓨터가 장착되어 있다. 제작 당시에는 플랩식 행선안내기가 장착되어 있었으며, 각각 플랩의 배경색은 노선 색상에 맞게 칠해졌다. 차륜에는 소음 방지 구조물이 장착되어 있다.
A3L 82형 차량은 1983년 6월 14일부터 영업 운행을 시작했고, 640/641편성은 당시의 3호선이었던 비텐베르크플라츠-울란트슈트라세 구간 3개 역을 셔틀로 운행했다. 7월 중순에는 두 번째 편성이 반입되어 크루메 랑케 방향 당시의 2호선으로 운행하기 시작했다. 9월부터 4편성이 병결된 8량 편성 운행이 가능했으며, 1984년 5월 20일에는 A3L 82(654/655)와 A3L 67(868/869)의 복합 편성이 최초로 운행했다. 제작 당시에는 과거의 A3 및 A3L 차량과 병결 운행이 기계적 및 전기적으로 가능했다. 2003년부터는 기술적인 변경을 통해서 A3L 92 차량과 병결 운행을 시도했으나, 결과적으로는 A3L 82 차량 내에서만 병결 운행이 가능하게 되었다. 이에 따라서 2004년에 전두부 운전실 창문 형상이 A3L 92형과 다르게 변경되어 A3L 82형을 더 쉽게 구분할 수 있도록 조치가 취해졌다. 과거에는 행선 안내기로 구분이 가능했으나 A3L 92와 동일한 행선 안내기가 장착되었기 때문이다.
2018년 여름부터 A3L 82형의 폐차가 시작되었고, 646/647, 650/651편성은 운행을 계속할 예정이었다. 나머지 편성은 그루네발트 및 프리드리히스펠데 기지에서 폐차 처리되었다. 마지막까지 남아 있었던 A3L 82 편성은 2018년 9월에 폐차되었고, 650/651편성은 나머지 차량의 부품 공급용으로 변경되었다.

### A3L 92

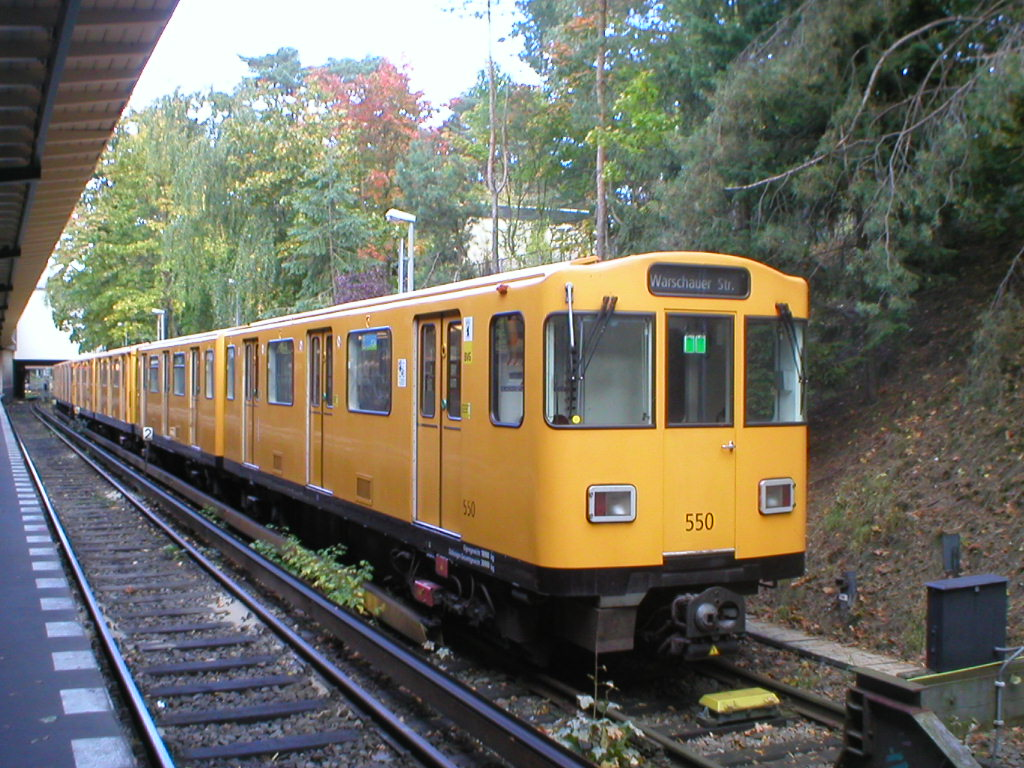
크루메 랑케역의 A3L 92

독일의 재통일 이후 베를린 지하철 2호선이 동서로 다시 연결되었다. 동베를린에서 사용했던 GI/1형 차량의 문제로 인하여 일부 차량은 조기에 폐차했고, 나머지 G형 차량을 개수하거나 새로운 차량을 조달해야 운행에 필요한 수요를 충당할 수 있었다. 통일 베를린의 BVG에서는 GI/1형 차량을 전부 폐차할 예정이었으나 해당 계획은 취소되었다.
1993년부터 1994년까지 총 2량 편성 51편성이 반입되었다. A3L 82형과 대부분이 유사하나 소형 규격에서는 최초로 유도전동기가 장착되었다. 최후기 차량 16량(8편성)은 전기식 출입문이 장착되어 있다. 부식으로 인하여 566/567편성은 조기에 폐차되었다.

### A3E
최초 편성(A3 60)이 폐차되었음에도 불구하고 나머지 A3 및 A3L 차량은 2003년부터 2005년까지 개수되어 A3L 92형에 준하는 내장재로 개조되었다. 개수 공사를 통해서 차량이 최대 20년까지 연장되었고, 개수가 완료된 차량은 A3E(Ertüchtigt)형으로 개칭되었다.
높아진 차량 조달 가격으로 인하여 BVG에서는 1990년대 말에 운행이 가능했던 A3 64/66 차량의 개수를 시작했다. 유지보수 및 내장재를 A3L 92에 준하는 수준으로 개수했다. 유지보수 부담이 높은 저항 제어기를 컨버터 제어기로 교체했다. DUEWAG식 구동계는 유지되었으나, 가속 및 제동 성능은 A3L 92와 유사하게 개조되었다. 이에 따라서 A3E 및 A3L 92 차량은 병결 운행이 가능하게 변경되었다. 차량 외형적으로는 외기 유입 덕트 구조가 변경되었다. St-52 강철재로 제작된 차체는 운행 이후에도 크게 손상되지 않았으며, 내시경 진단 결과 잔여 염분이 유입될 수 있는 출입문 구역을 제외하면 부식은 거의 진행되지 않았다. 운전실로의 외기 유입을 차단하기 위해서 전면 비상 탈출문 구조가 변경되었다. 차량 개조는 그루네발트 기지의 유휴 공간에서 진행되었다.
2003년부터 2005년까지 개수된 A3 64E 및 A3 66E 편성은 2019년 3월까지 중검수를 진행하여 다시 운행에 투입되었다. 현재 이들 차량은 독일의 U반 차량 중 차령이 약 60년으로 가장 오래된 차량에 속하며, 평균 총 370만 km를 운행했다.

## 차량
A3형 차량은 철재 차체, A3L형 차량은 알루미늄재 차체를 사용했다. D형 및 F형 차량과 유사한 외형을 채용했다. 1량당 출입문은 양쪽에 각각 3개씩 장착되어 있으며, 최후기형 편성 일부를 제외하면 공기식 출입문이 장착되었다. 객실에서 운전실로 연결되는 출입문이 별도로 장착되어 있다. A3L 82 이후 차량은 운전실 출입문이 왼쪽으로만 장착되어 있다. 일부 A3L 71 차량도 오른쪽 운전실 출입문이 철거되었다.
내부 좌석은 롱시트를 사용하며, 초기에는 어두운 녹색, 후기에는 인조 가죽 재질을 사용했다.
전 차량이 동력차이며, 대차당 전동기가 1개씩(총 4개) 장착되어 있다. A3형의 전동기 출력은 120 kW, A3L형은 100 kW이다. A3L 92형은 89 kW 전동기를 사용하는 대신 대차의 각 축별로 전동기가 장착되어 있다(총 8개). A3, A3L형의 제동장치는 저항 제동, 압축 공기식 디스크 제동이 장착되어 있으며 유치선에서의 탈선 방지를 위한 추가 제동 장치가 장착되어 있다.

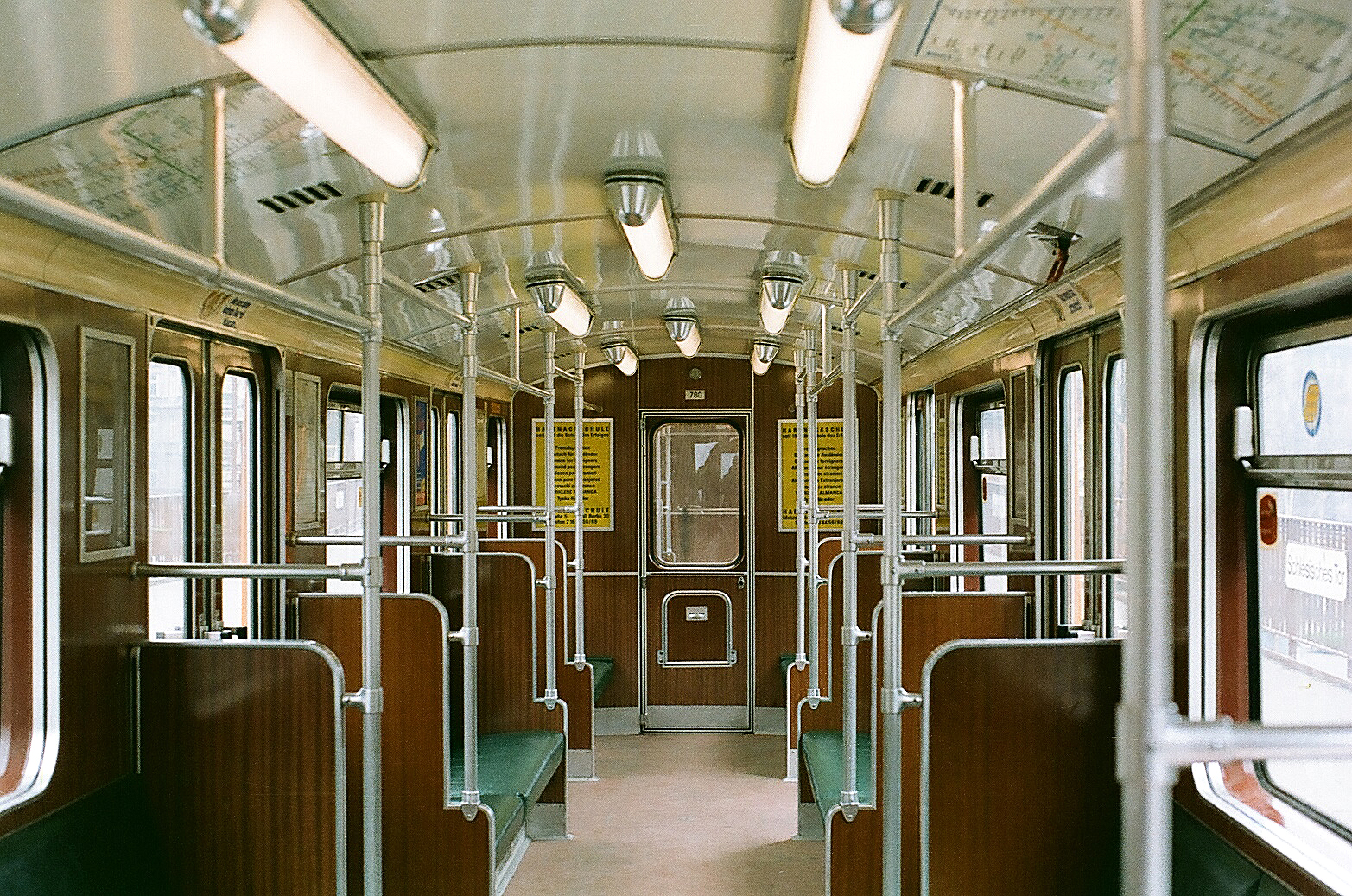
A3L 71 차량 내장재, 1984년
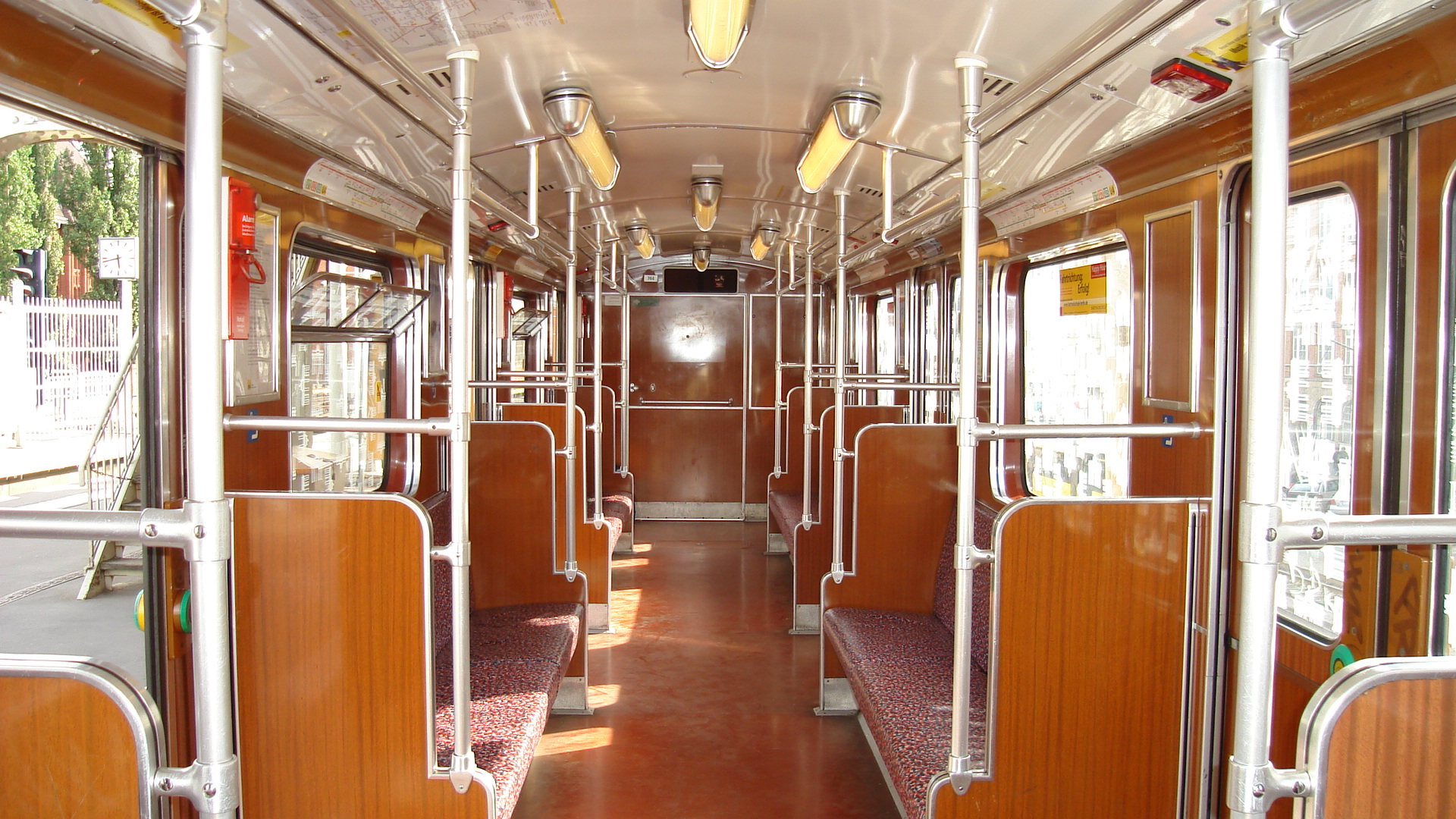
개수 이후 A3L 71 차량 내장재
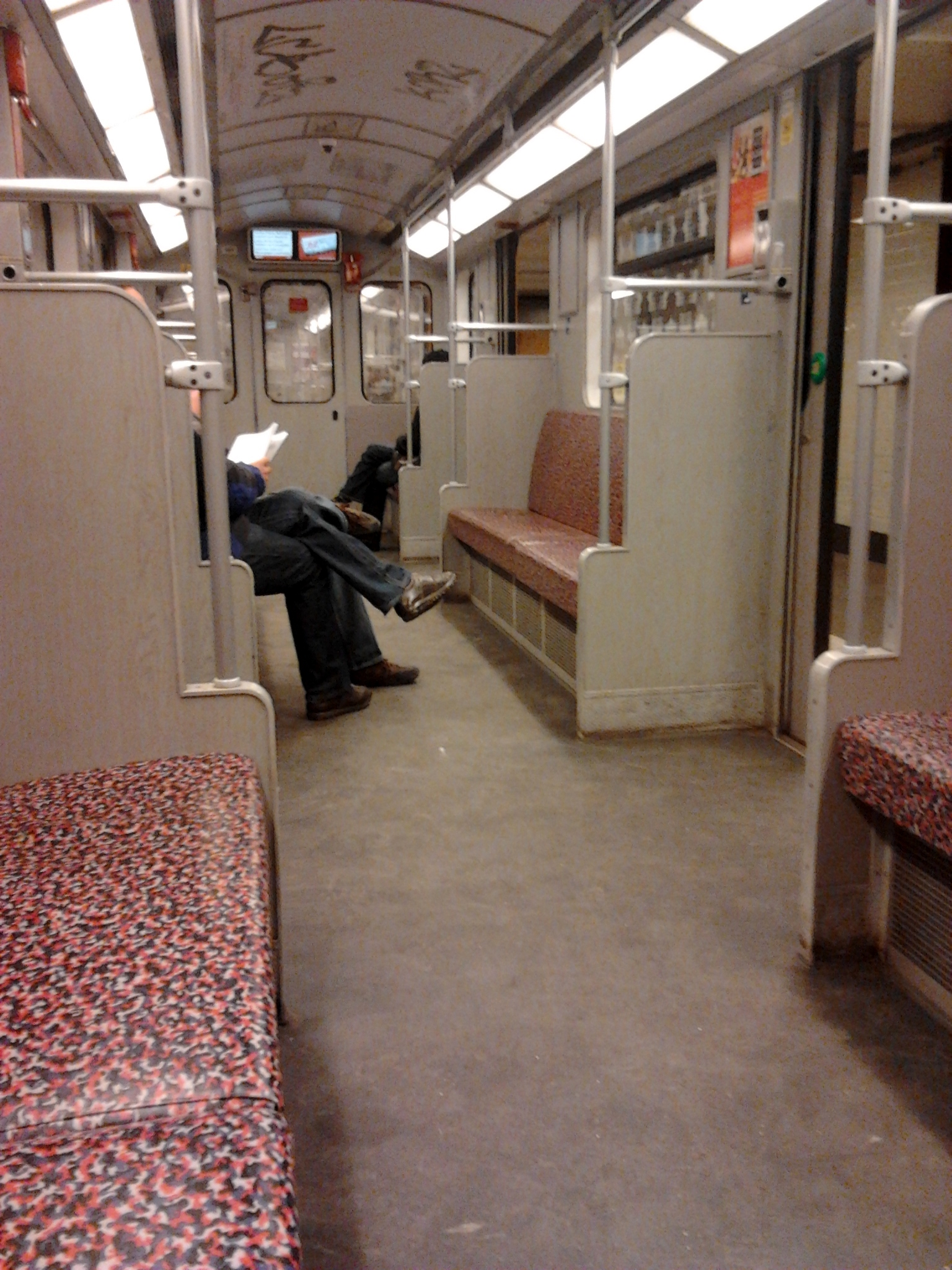
A3L 92 차량 내장재, 반입 당시의 모습
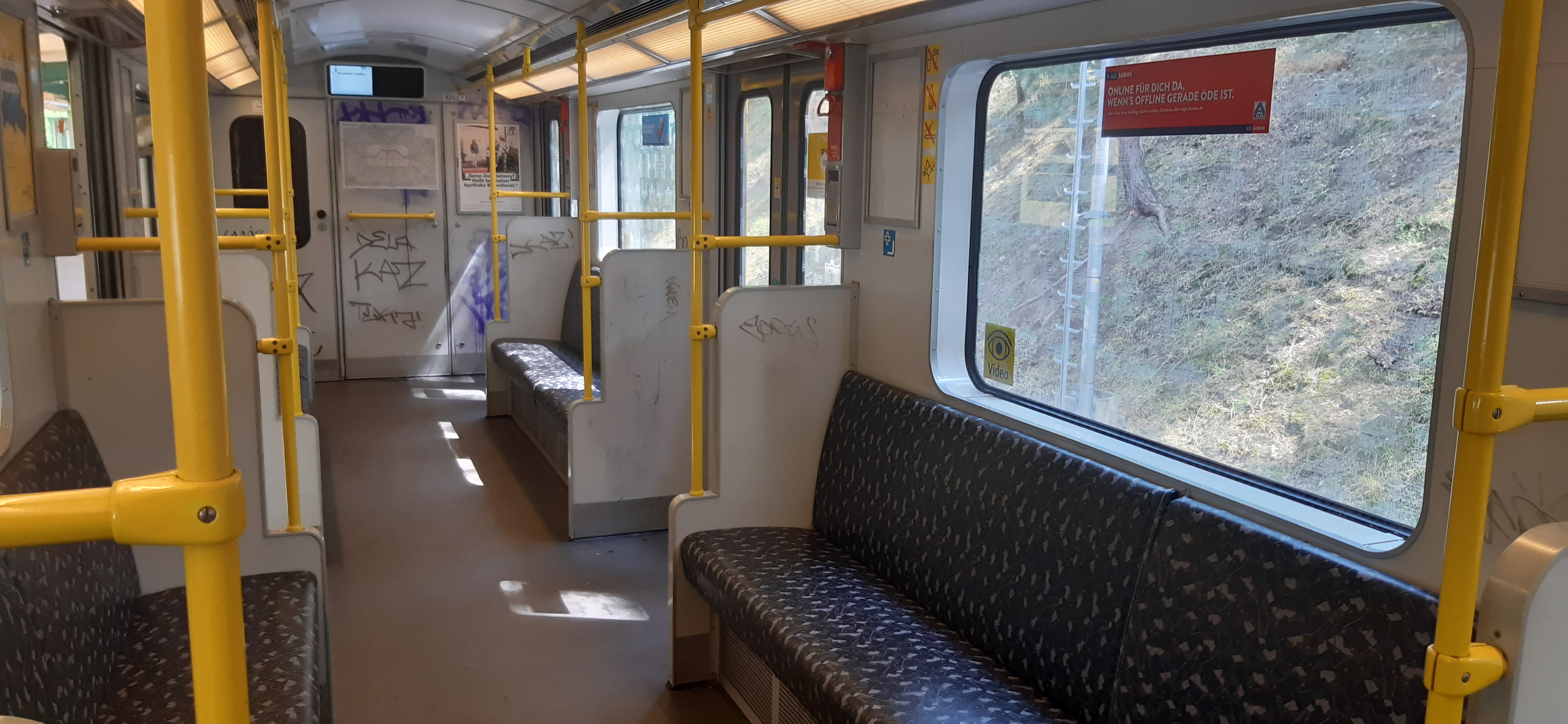
A3L 92 차량 내장재, 2021년 7월

## 운행
소형 규격 노선에서만 운행하며, U1, U2에서는 8량, U3에서는 6량, U4에서는 2량 편성으로 운행한다. 주말에는 U3 노선에 4량 편성으로도 운행한다. 야간에는 U1에서는 6량, U2, U3에서는 4량, U4는 야간에 운행하지 않는다.